# تاترا ۱۱
تاترا ۱۱ (Tatra ۱۱) خودرویی است که در سال‌های ۱۹۲۳ تا ۱۹۲۷تولید شده‌است.
طراحی آن خودروهای موتور جلو-محور عقب بوده است.

## نگارخانه

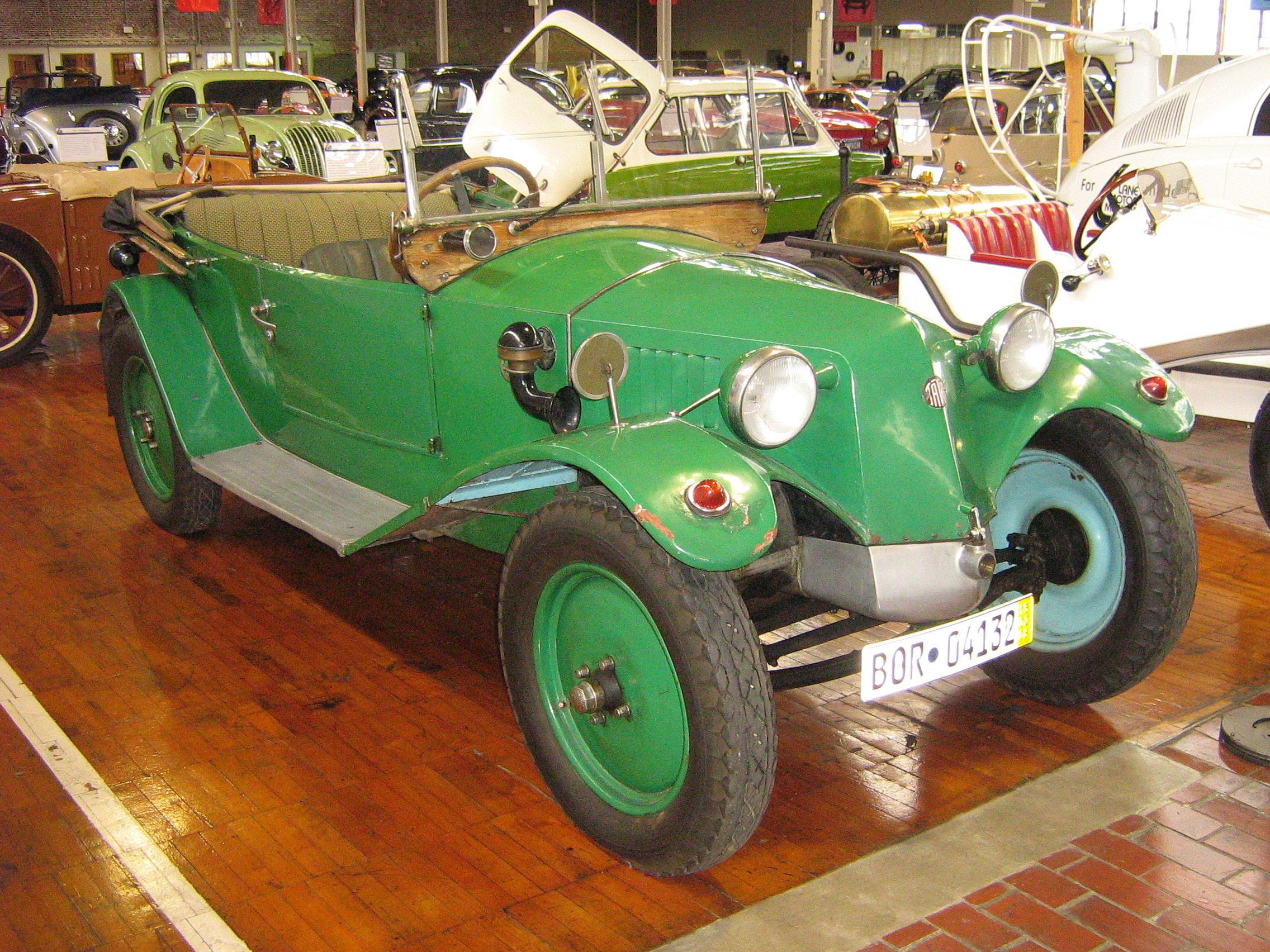
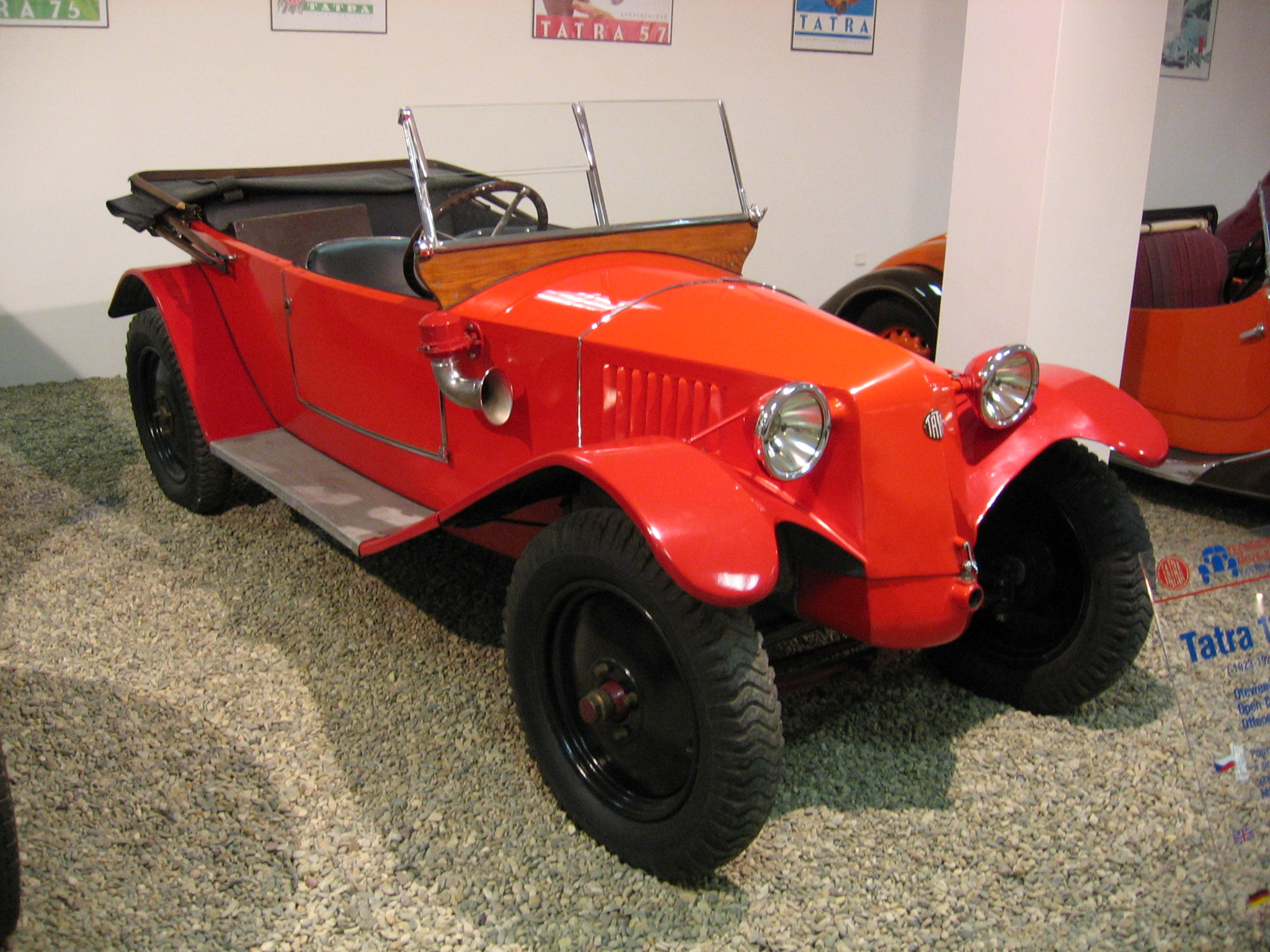
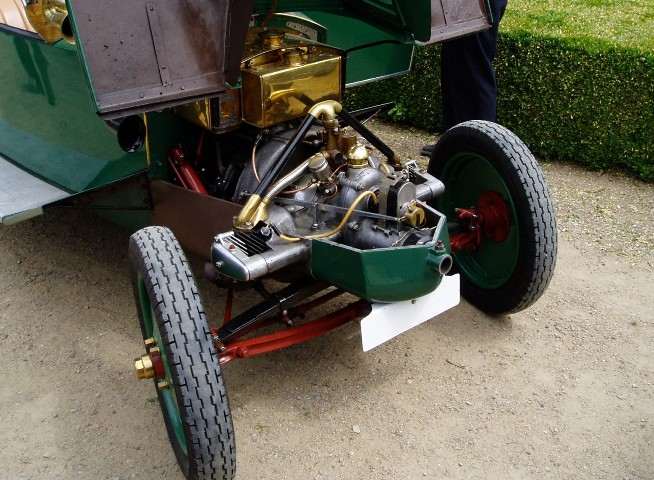
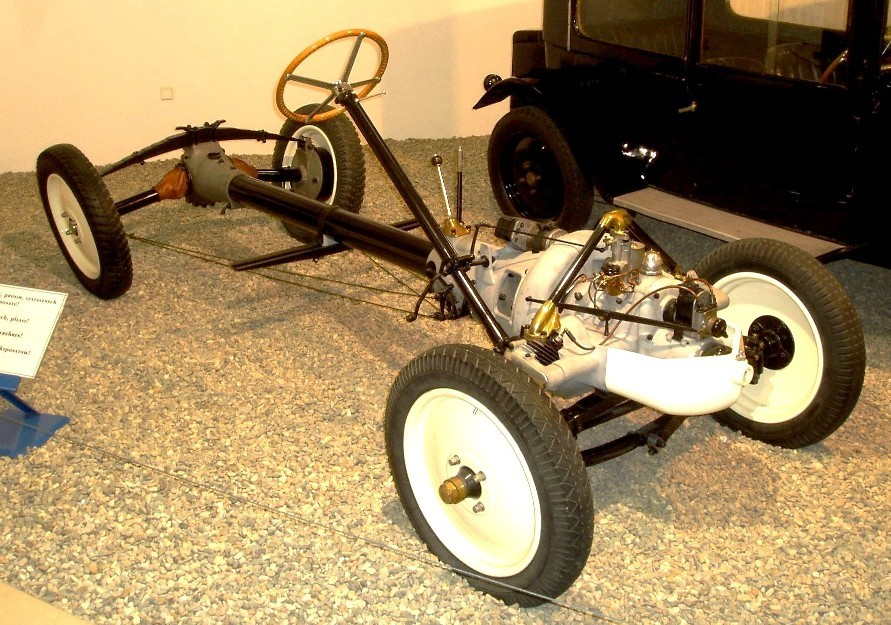